# Tiroloscia corsica
Tiroloscia corsica là một loài chân đều trong họ Philosciidae. Loài này được Dollfus miêu tả khoa học năm 1888.